# Maytê Piragibe
Maytê Bernardes Rodrigues Piragibe o simplemente Maytê Piragibe (Río de Janeiro, 2 de diciembre de 1983) es una actriz, presentadora y pianista brasileña. En 2017 ganó la primera edición de "Dancing Brasil (season 1)".

## Carrera
Comenzó a hacer comerciales a los cinco años y a los 12 se matriculó en el curso tradicional del Teatro Tablado, en Río, donde actuó durante cuatro años, escenificando tres obras de teatro amateur. A los 17 años, siguiendo el consejo de su padre, inició un curso de educación superior en Teatro, pero tuvo que cerrarlo cuando fue convocada para unirse al elenco de apoyo de Malhação, interpretando a la mesera Lili y participando en A Turma do Didi. La actriz considera que "O Beijo do Vampiro” fue realmente su debut. Fue presentadora en la extinta TV Globinho, donde estuvo al mando de los niños durante dos años, en 2003 y 2004. Después de actuar en algunas telenovelas de Rede Globo, emigró a Rede Record en 2006, actuó en Cidadão Brasileiro y protagonizó Opposite Lives, en la que interpretó a la jovencita Joana. El personaje es una niña humilde, que asiste a la universidad con la ayuda de una beca y se enamora de un niño rico, Miguel, interpretado por Léo Rosa. Interpretó a la agente de policía Nati en Os Mutantes - Caminhos do Coração y también en Promesas de Amor. En 2010, debutó con tres meses de embarazo, la obra Exorciza me con texto y producción. En 2014, Maytê interpretó a Renata en la telenovela Vitória. En sustitución de Giselle Itié, quien sufrió un accidente de motocicleta. En febrero de 2017, fue confirmada como participante del reality Dancing Brasil, transmitido por RecordTV, donde fue campeona del concurso con el coreógrafo Paulo Victor Souza con el 42,53% de los votos del público. En 2017, participó en la primera fase de Apocalipsis, como la dulce Ana Sardes. En 2018, reanudó su carrera como conductora en el programa Give a Like en Canal Like junto a Hugo Bonemer.

## Vida personal
Entre 2005 y 2006 salió con el actor Daniel Del Sarto. Entre 2007 y 2008, salió con el actor Marcos Pitombo. En 2009 comenzó a salir con el actor Marlos Cruz, con quien estuvo casada entre 2010 y 2013. Los dos tuvieron una sola hija, Violeta, nacida el 3 de noviembre de 2010. 

## Filmografía

### Televisión
- Apocalipsis (2017) - Ana Sardes
- Josué y la tierra prometida   (2016) - Jéssica
- Vitória (2014) - Renata
- José de Egipto   (2013) - Asenat
- Promessas de Amor (2009) - Natália (Nati)
- Os Mutantes - Caminhos do Coração (2008) - Natália (Nati)
- Vidas Opostas (2006/2007) - Joana de Souza
- Cidadão Brasileiro (2005/2006) - Eleni Castro
- Como uma Onda (2004) - Júlia
- El beso del Vampiro (2002/2003) - Lucinha
- Cidade dos Homens (2003) - Maya
- Carga Pesada (2002) - Episode: "O Passado Me Condena"
- Malhação (2001/2002) - Cast Support

## Cine
- Rinha (2008)
- Dedalo (2010)
- Colegas (2013)
- O matador (2017)

Referencias
- Datos: Q10327862
- Multimedia: Maytê Piragibe / Q10327862